# Мельников Микола Петрович
Мельников Микола Петрович — український політик. Народився 22 травня 1945 року.
чл. Партії «Відродження»; кол. нар. деп. України.

## Життєпис
Н. 22.05.1945 (м. Луганськ).
Осв.: Ворошиловгр. машинобуд. ін-т (1979), інж.-механік.
03.2006 канд. в нар. деп. України від Партії «Відродження», N 40 в списку.
Народний депутат України 4 склик. 04.2002-04.2006, виб. окр. N 105, Луган. обл., висун. СДПУ(О). За 17.38 %, 21 суперн. На час виборів: голова правління холдингової компанії «Луганськтепловоз», член СДПУ(О). Чл. фракції «Єдина Україна» (05.-07.2002), чл. групи «Народний вибір» (07.2002-05.2004), чл. групи «Союз» (05.2004-05.2005), чл. фракції Блоку Юлії Тимошенко (05.-07.2005), чл. фракції НП (07.-11.2005), чл. групи «Довіра народу» (11.-12.2005), чл. фракції політ. партії «Відродження» (з грудня 2005). Член Комітету з питань будівництва, транспорту, житлово-комунального госп. і зв'язку (з червня 2002).
- 1962—1967 — учень токаря, токар, слюсар, контролер-приймальник, Луган. тепловозобуд. з-д.
- 1967—1969, 1972—1976 — технік військового представництва МО СРСР 1841, м. Луганськ.
- 1969—1972 — слюсар-монтажник, трест «Свердловськтрансбуд»; помічник буроворго майстра, Норильська геолгорозвід. експедиція.
- 1976—1986 — ст. майстер, заст. нач. цеху, нач. цеху, нач. виробництва, нач. відділу тех. контролю, Ворошиловгр. тепловозобуд. з-д.
- 1986—1989 — ст. представник держ. приймання, Ворошиловгр.ю центр стандартизації.
- 1989—1992 — заст. голови, кооператив «Іскра» ВО «Ворошиловградвторресурс».
- 1992—1993 — заст. нач. виробництва, нач. виробництва, Луган. тепловозобуд. з-д.
- 1993—1994 — заст. директора, ТОВ «КуТеп».
- 1994—1996 — нач. виробничого управління, ДХК «Луганськтепловоз».
- 1996—1997 — ген. директор, Луган. верстатобуд. з-д.
- 1997—1999 — голова, представництво Ліцензійної палати України в Луган. обл.
- 1999—2002 — директор з виробництва — голова правл., ХК «Луганськтепловоз».

Довірена особа канд. на пост Президента України В. Януковича в ТВО № 106 (2004—2005).
Лауреат Держ. премії України в галузі науки і техніки (2004).